# Fanny Hünerwadel

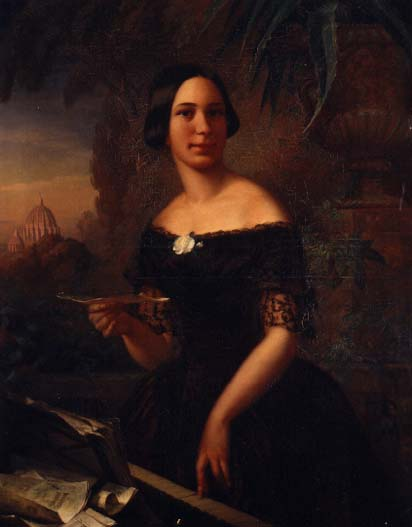
Fanny Hünerwadel (1854)

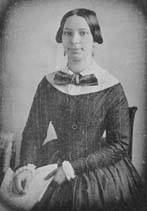
Fanny Hünerwadel (etwa 1850)

Fanny Hünerwadel (* 26. Januar 1826 in Lenzburg; † 27. April 1854 in Rom) war eine Schweizer Komponistin aus Lenzburg, Kanton Aargau.

## Leben
Fanny Hünerwadel war in Lenzburg heimatberechtigt und entstammte einem alteingesessenen Geschlecht dieser Stadt. Sie war das älteste Kind des Arztes Johann Friedrich Hünerwadel und der Regula Speerli, welche beide begeisterte Musikliebhaber waren.
Nachdem sie zunächst von der Mutter unterrichtet wurde, erlernte Hünerwadel in Lenzburg bei Philipp Tietz, Joseph Breitenbach und Ludwig Kurz das Klavierspiel und gehörte dem örtlichen Gesangverein an. Ab 1846 studierte sie bei Hans Nägeli und beim Wagner-Freund Alexander Müller in Zürich Klavier, Gesang, Musiktheorie und Komposition. In der Zürcher Zeit machte sie die Bekanntschaft von Johann W. Kalliwoda, Richard Wagner, Ferdinand Huber, Franz Liszt, Franz Abt, Wilhelm Baumgartner und Henri Vieuxtemps.
Ab 1849 hatte sie öffentliche Auftritte als Sängerin und Pianistin, so in Benefizkonzerten ihres Lehrers Müller, bei Wagner-Konzerten und bei der Allgemeinen Musikgesellschaft in Zürich. Sie sang 1851 zur Einweihung der neuen Lenzburger Orgel. Ebenfalls 1851 besuchte sie Paris und London. 1852 spielte sie das „Rondo brillant“ von Johann Nepomuk Hummel in einem Abonnementskonzert der Allgemeine Musik-Gesellschaft Zürich, aus der das heutige Tonhalle-Orchester Zürich hervorging. Zur Weiterbildung reiste sie 1853 nach Florenz und Rom.
In Florenz nahm sie Gesangsunterricht bei Romani. In Rom war sie 1853 Gast der Künstlerfamilien Corrodi und Imhof und nahm Unterricht bei der Gesangslehrerin Parisotti. Hünerwadel starb am 27. April 1854 in Rom an Typhus und wurde daselbst am 30. April beerdigt. Sechs der sieben erhaltenen Klavierlieder Hünerwadels wurden postum (im Jahre 1854) veröffentlicht.
Ihr Grossneffe war der Komponist, Maler und Publizist Peter Mieg (1906–1990).

## Werke
Sechs Lieder mit Klavierbegleitung und eine Phantasie für Klavier zu vier Händen erschienen bei J. P. Fries in Zürich.

## Archivalien
- Peter-Mieg-Stiftung in Lenzburg (Teilnachlass)
- „Introduction, Variations & Rondo“, Klavierkomposition: im FMF (Frauen Musik Forum) in Bern.

## Diskographie
- MGB CD 6153: Richard Wagner und seine Zürcher Komponistenfreunde. Lieder Morgenlied und Im Frühling von Fanny Hünerwadel.